# Džamila Stehlíková
Džamila Stehlíková, née le 6 février 1962 à Almaty, est une médecin, pédagogue, professeure des universités et femme politique tchèque.

## Biographie

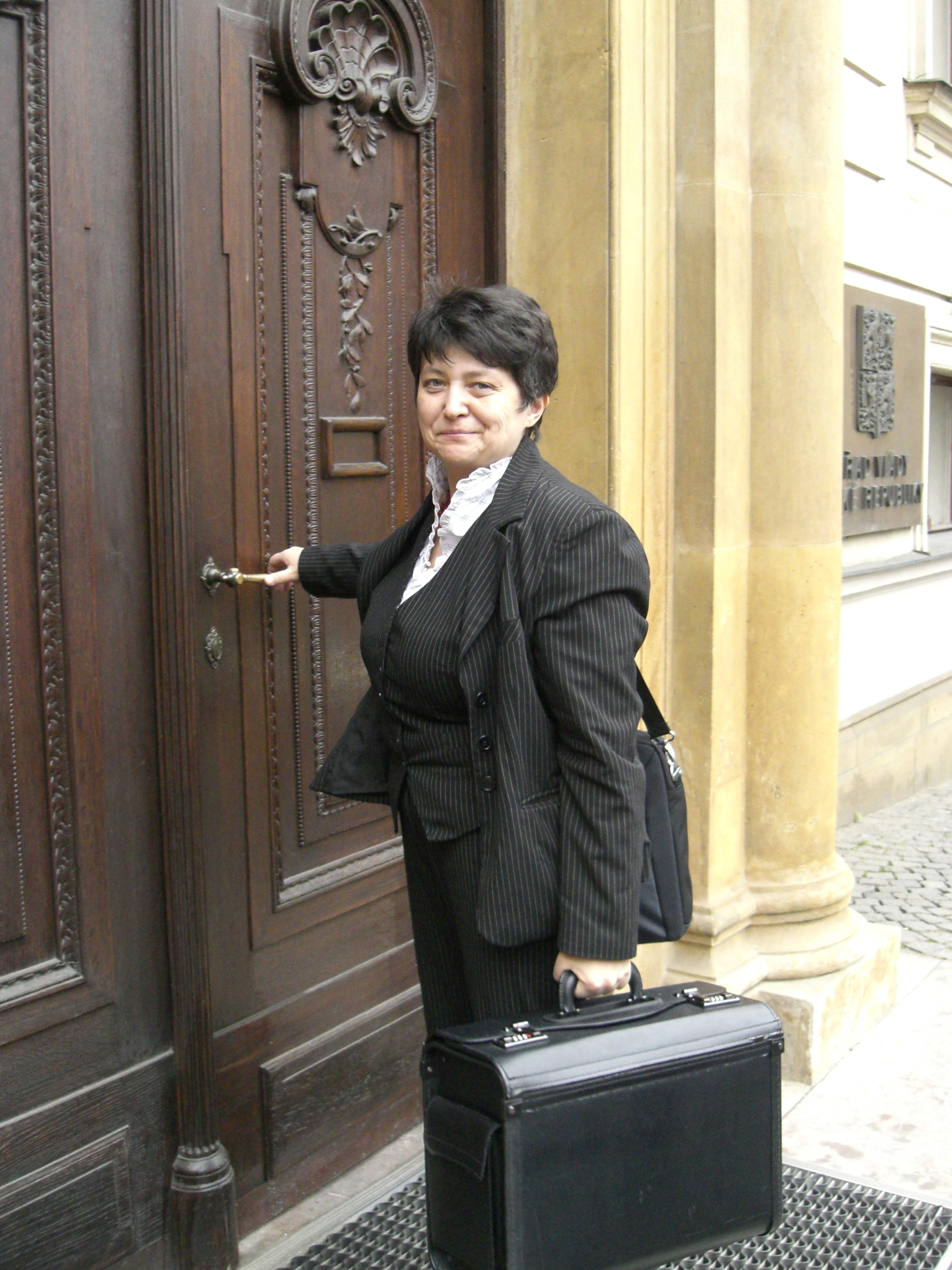
Džamila Stehlíková avant une réunion gouvernementale en avril 2007.

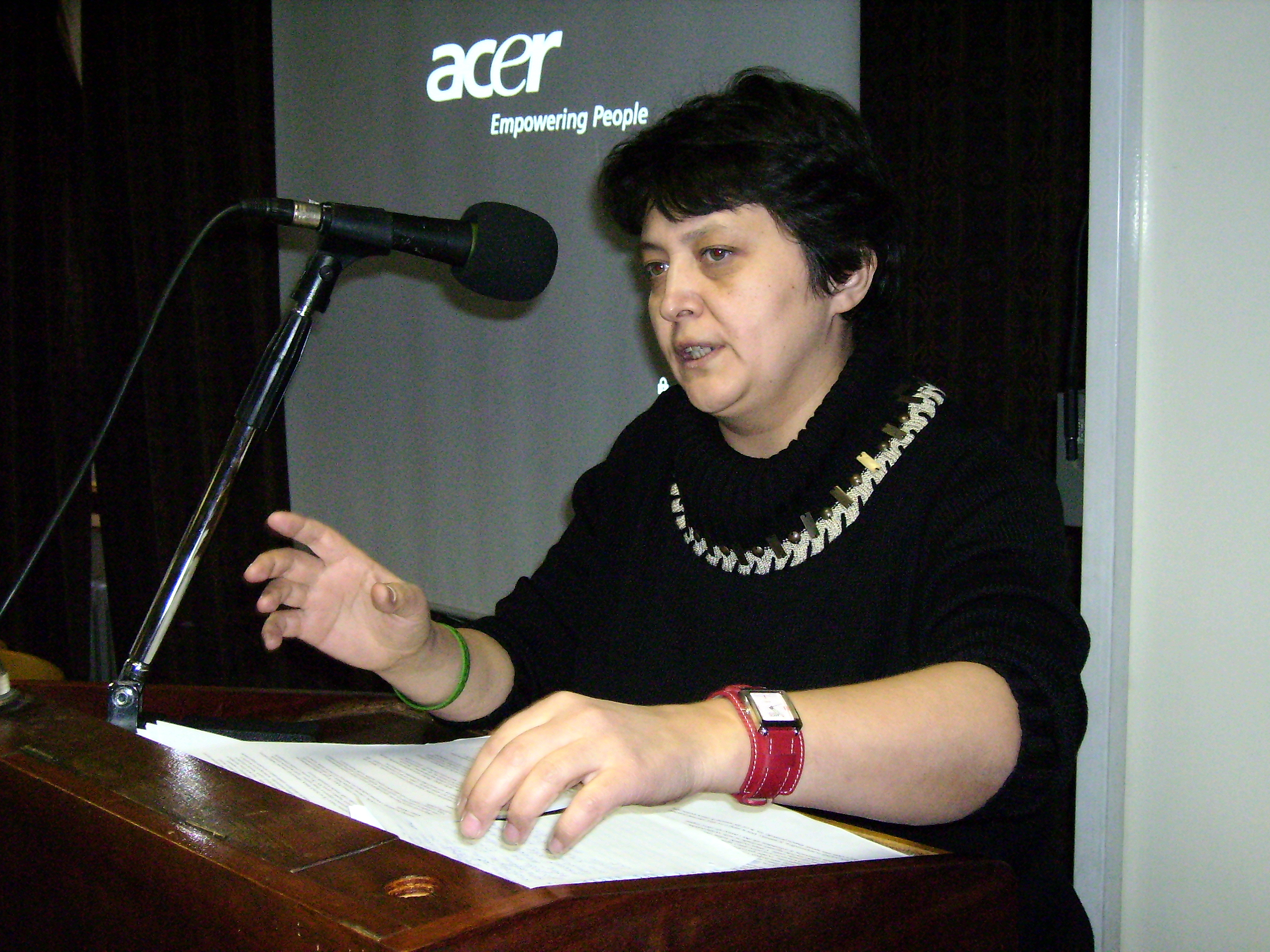
Džamila Stehlíková lors d'une conférence des Verts à Prague en janvier 2007.